# Бралин, Айдын Маратович
Айдын Маратович Бралин (каз. Айдын Маратұлы Бралин; род. 9 июня 1989, Майкаин, Павлодарская область) — казахстанский футболист, защитник клуба «Экибастуз».

## Клубная карьера
Футбольную карьеру начинал в 2005 году в составе клуба «Батыр» в первой лиге. 26 апреля 2005 года в матче против клуба «Окжетпес» дебютировал в кубке Казахстана (2:2). 28 мая 2006 года в матче против клуба «Энергетик» дебютировал в казахстанской Суперлиге (1:0).
В 2008 году подписал контракт с клубом «Энергетик-2».
В 2015 году стал игроком клуба «Каспий».
В начале 2021 года перешёл в клуб «Аксу».

## Достижения
«Аксу»
- Победитель Первой лиги Казахстана: 2021

## Клубная статистика
| Игровая карьера | Игровая карьера | Игровая карьера | Лига | Лига | Кубок | Кубок | Межд. | Межд. | Др. | Др. |
| --------------- | --------------- | --------------- | ---- | ---- | ----- | ----- | ----- | ----- | --- | --- |
| 2022            | Экибастуз       | Б               | 24   | 3    | —     | —     | —     | —     | —   | —   |
| 2023            | Экибастуз       | Б               | 25   | 0    | —     | —     | —     | —     | —   | —   |
| 2024            | Экибастуз       | Б               | —    | —    | 1     | 0     | —     | —     | —   | —   |